# Ruota d’Oro
Die Ruota d’Oro ist ein italienisches Eintagesrennen. Es findet jedes Jahr in Castelfranco di Sopra in der Provinz  Arezzo statt. Seit 2005 gehört das Rennen zur UCI Europe Tour und wird dort in die Kategorie 1.2 eingestuft.

## Palmarès
| Jahr     | Sieger                            | Zweiter                             | Dritter                        |          |
| -------- | --------------------------------- | ----------------------------------- | ------------------------------ | -------- |
| 1978     | Giuseppe Saronni                  | Giovanni Battaglin                  | Alfio Vandi                    |          |
| 1979     | Francesco Moser                   | Giuseppe Saronni                    | Roberto Visentini              |          |
| 1980     | Gianbattista Baronchelli          | Silvano Contini                     | Alfredo Chinetti               |          |
| 1981     | Knut Knudsen                      | Francesco Moser                     | Gregor Braun                   |          |
| 1982     | Alf Segersäll                     | Giuseppe Montella                   | Luciano Rabottini              |          |
| 1983     | Roberto Visentini                 | Emanuele Bombini                    | Mario Beccia                   |          |
| 1984     | Serge Demierre                    | Emanuele Bombini                    | Bruno Leali                    |          |
| 1985     | Silvano Contini                   | Pierino Gavazzi                     | Iñaki Gastón                   |          |
| 1990     | Maurizio Vandelli                 | Pierino Gavazzi                     | Andrea Tafi                    |          |
| 2002     | Giairo Ermeti                     | Alexander Jurjewitsch Baschenow     | Giulio Tomi                    |          |
| 2003     | Pasquale Muto                     | Alex Gualandi                       | Jure Zrimšek                   |          |
| 2004     | Paolo Bailetti                    | Rocco Capasso                       | Marco Bicelli                  |          |
| 2005     | Branislau Samojlau                | Alessio Signego                     | Eros Capecchi                  |          |
| 2006     | Sergei Alexandrowitsch Kolesnikow | Alexei Schtschebelin                | Andrei Wladimirowitsch Kljujew |          |
| 2007     | Davide Bonuccelli                 | Andrius Buividas                    | Henry Frusto                   |          |
| 2008     | Ben Gastauer                      | Alexander Sergejewitsch Serebrjakow | Edoardo Girardi                |          |
| 2009     | Emanuele Moschen                  | Alfredo Balloni                     | Gianluca Brambilla             |          |
| 2010     | Francesco Manuel Bongiorno        | Matteo Trentin                      | Gabriele Pizzaballa            |          |
| 2011     | Antonio Parrinello                | Carmelo Pantò                       | Devid Tintori                  |          |
| 2012     | Mattia Cattaneo                   | Wjatscheslaw Kusnezow               | Andrea Fedi                    |          |
| 2013     | Andrea Toniatti                   | Luca Chirico                        | Valerio Conti                  |          |
| 2014     | Giacomo Berlato                   | Roman Kustadintschew                | Jordan Sarrou                  |          |
| 2015     | Simone Velasco                    | Seid Lizde                          | Cristian Răileanu              |          |
| 2016     | Vincenzo Albanese                 | Andrea Vendrame                     | Michele Corradini              |          |
| 2017     | Nicolás Tivani                    | Filippo Rocchetti                   | Luca Raggio                    |          |
| 2018     | Samuele Zoccarato                 | Clément Champoussin                 | Filippo Rocchetti              |          |
| 2019     | Nicola Venchiarutti               | Samuele Zambelli                    | Francesco Di Felice            |          |
| 2020     | abgesagt                          | abgesagt                            | abgesagt                       | abgesagt |
| 2021     | Andrea Piccolo                    | Antonio Puppio                      | Martin Marcellusi              |          |
| 2022     | Jordan Labrosse                   | Anders Foldager                     | Alex Tolio                     |          |
| 2023     | Gil Gelders                       | Francisco Peñuela                   | Florian Kajamini               |          |
| 2023 (2) | Roman Dmitrijewitsch Jermakow     | Travis Stedman                      | Alessandro Pinarello           |          |